# Commissaire européen à la Concurrence

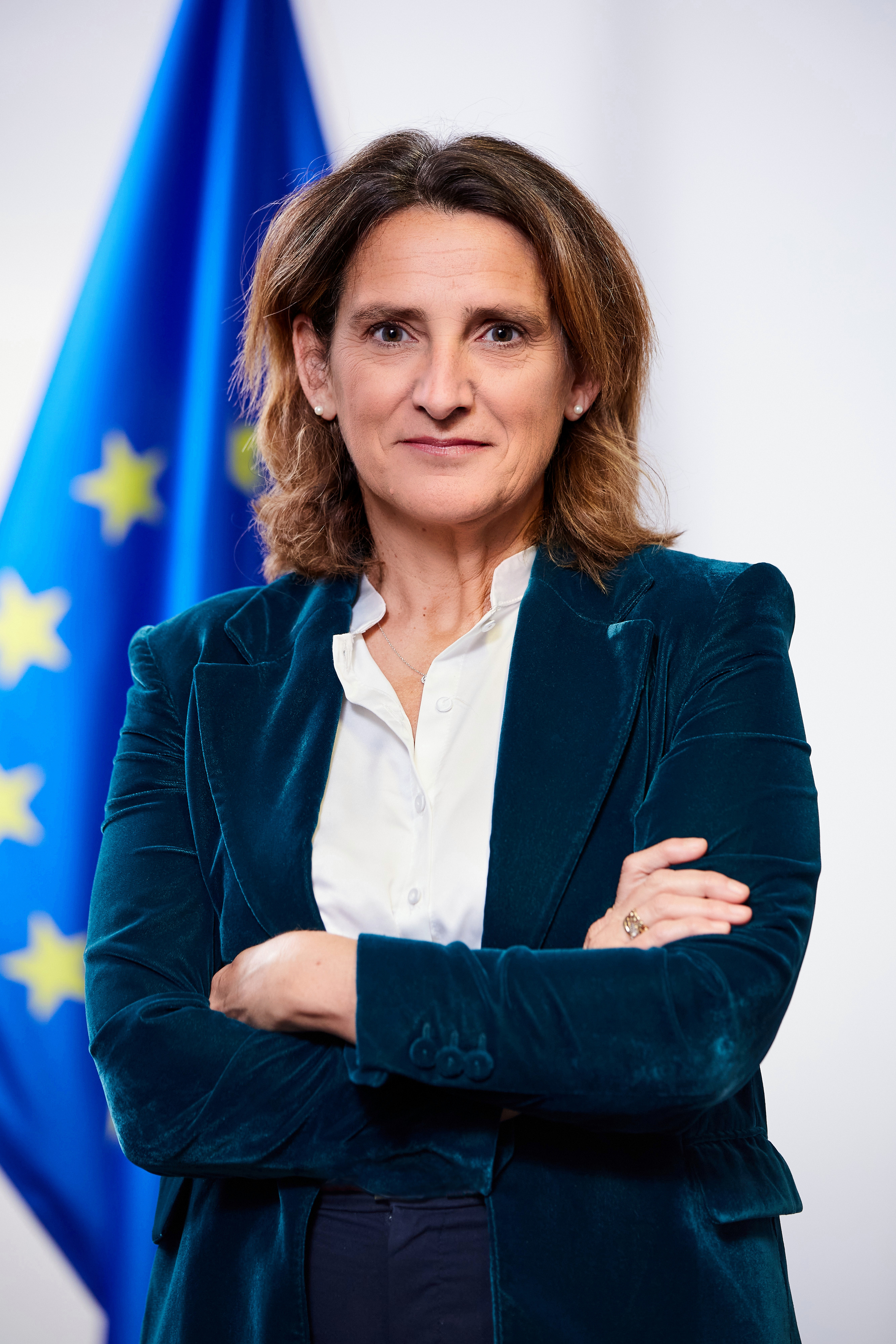
Teresa Ribera, l'actuelle commissaire européenne.

Le commissaire européen à la Concurrence est un membre de la Commission européenne chargé de veiller à ce que la politique de concurrence ne soit pas entravée, dans l'intérêt du consommateur et des entreprises européens. Depuis 2024, Teresa Ribera occupe ce poste.

## Missions
Le commissaire européen à la concurrence a pour fonction d'assurer des conditions justes et équitables aux entreprises, tout en favorisant l'innovation, l'harmonisation des normes et le développement des petites et moyennes entreprises. Il mobilise les outils de la politique de concurrence et les compétences relatives au marché pour contribuer, le cas échéant, à créer des emplois et à promouvoir la croissance, développer l'approche économique et juridique de l'évaluation des problèmes de concurrence et de surveillance du marché et l'application effective des règles de concurrence dans les domaines de la législation antitrust, des ententes, des fusions et des aides d'État.
Finalement, il contribue à renforcer la réputation de la commission dans le monde et promouvoir la coopération internationale en matière de concurrence.

## Surveillance
La surveillance se matérialise au niveau des aides accordées aux entreprises par les gouvernements de l'UE, c'est-à-dire les « aides d'État ». 
Ces aides peuvent être sous forme de prêts, dons, d'allégement fiscaux, de biens et services fournis à tarifs préférentiels ou encore des garanties publiques qui améliorent la cote de crédit d'une entreprise par rapport à celle de ses concurrents. Les aides présentent donc le risque de voir des fonds publics utilisés au profit de groupes bien introduits ou défendant des intérêts particuliers, au désavantage des concurrents. 
Des restrictions sont imposées à ces aides indues pour promouvoir la croissance économique sur un marché européen plus juste.

## Transparence
La commission s'engage en matière de transparence ; les commissaires et les membres de leur cabinet publient les informations sur les réunions tenues avec des organisations ou des indépendants.
Conformément à la décision pertinente de la commission, aucune information ne peut être publiée sur les réunions se déroulant dans le cadre de procédures antitrust, de contrôle des concentrations ou d'aides d'États.
Sur la base du code de conduite de la commission, chaque commissaire publie une déclaration d'intérêts. Une version authentique est signée et publiée sur le site de la commission européenne. Ces déclarations sont également publiées, conformément aux exigences du code de conduite et répondent aux exigences énoncées à l'article 3 et à l'annexe 1 du nouveau code de conduite des commissaires. 

## Affaire
Le 18 juillet 2018, la commission européenne condamne Google et lui inflige une amende de 4,34 milliards d'euros (la plus haute jamais infligée par la Commission) pour abus de position dominante concernant l'utilisation de son moteur de recherche.
Après trois ans, Margarethe Vestager, commissaire à la concurrence européenne, conclut l'enquête se rattachant aux pratiques concurrentielles de Google ayant pour but le renforcement de l'utilisation de son moteur de recherche.
Les faits reprochés à Google violent clairement le droit de la concurrence de l'Union européenne (EU), notamment les ventes liées illégales des applications de recherche et de navigation, des paiements illégaux subordonnés à la pré-installation exclusive de Google Search et la distribution de systèmes d'exploitation Android concurrents.
La commission en conclut que les conséquences de ces pratiques sur le marché européen ont empêché le développement des moteurs de recherche concurrents et la poursuite de l'innovation en restreignant le jeu normal de la concurrence.
Google avait déjà enfreint le droit de la concurrence de l'UE 2017.

## Liste des commissaires
|    | Nom                  | Pays                 | Période                | Commission                              |
| -- | -------------------- | -------------------- | ---------------------- | --------------------------------------- |
| 1  | Hans von der Groeben | Allemagne de l'Ouest | 1958–1967              | Commission Hallstein I et II            |
| 2  | Maan Sassen          | Pays-Bas             | 1967–1971              | Commission Rey                          |
| 3  | Albert Borschette    | Luxembourg           | 1971–1976              | Commission Malfatti, Mansholt et Ortoli |
| 4  | Raymond Vouel        | Luxembourg           | 1976–1981              | Commission Jenkins                      |
| 5  | Frans Andriessen     | Pays-Bas             | 1981–1985              | Commission Thorn                        |
| 6  | Peter Sutherland     | Irlande              | 1985–1989              | Commission Delors I                     |
| 7  | Leon Brittan         | Royaume-Uni          | 1989–1993              | Commission Delors II                    |
| 8  | Karel Van Miert      | Belgique             | 1993–1994 et 1995–1999 | Commission Delors III et Santer         |
| 9  | Mario Monti          | Italie               | 1999–2004              | Commission Prodi                        |
| 10 | Neelie Kroes         | Pays-Bas             | 2004–2010              | Commission Barroso I                    |
| 11 | Joaquín Almunia      | Espagne              | 2010 - 2014            | Commission Barroso II                   |
| 12 | Margrethe Vestager   | Danemark             | 2014-2024              | Commission Juncker et von der Leyen I   |
| 13 | Teresa Ribera        | Espagne              | Depuis 2024            | Commission von der Leyen II             |